# Рымаркевич, Ян
Ян Рымаркевич (пол. Jan Rymarkiewicz; 21 июня 1811, Лобженица, — 18 октября 1889, Познань) — польский журналист и филолог.
Был редактором «Gazety W. Ks. Poznańskiego» (с 1845 года). Кроме изданий «Pisma Kacpra Miaskowskiego» (1855), «Książ eczka Jadwigi albo Naw ojki z XV w.» (1876) и др., написал: «Nauka prozy» (1855 и 1863), «Wzory prozy na wszystkie jej rodzaje, stopnie i Kształty» (неск. изданий, 1856—1871).